# Anton Cederström
Anton Gustaf Emanuel Cederström, född 7 november 1867 i Karlskrona, död 1 juli 1932 i Hedvig Eleonora församling, Stockholms stad, var en svensk friherre och jurist. Han var son till Thure Cederström och Sigrid Sparre samt måg till Georg Liljenroth. 

## Biografi
Cederström avlade mogenhetsexamen 1884 och blev samma år student vid Uppsala universitet, där han avlade filosofie kandidatexamen 1888 och hovrättsexamen 1890. Han blev vice häradshövding 1893, tillförordnad fiskal i Svea hovrätt 1896, adjungerad ledamot av nämnda hovrätt 1898, ordinarie fiskal där 1900, assessor 1901, tillförordnad revisionssekreterare 1902, konstituerad revisionssekreterare 1905, ordinarie revisionssekreterare 1906 och ordförande i Nedre justitierevisionen 1920. Cederström blev ledamot av riddarhusdirektionen 1908. Han blev riddare av Nordstjärneorden 1907, kommendör av andra klassen av samma orden 1915 och kommendör av första klassen 1924. Cederström vilar i en familjegrav på Funbo kyrkogård.

### Familj
Cederström gifte sig 26 april 1902 i Hagakyrkan, Göteborg med Alfrida Liljenroth (född 1874), dotter till översten Georg Liljenroth och Alfrida Alfson. De fick tillsammans barnen Margit Cederström (1903–1991), Ture Cederström (1907–1989), Georg Cederström (1907–1980) och Rolf Cederström (1919–1994).